# Ga Nasva
Ga Nasva– điểm dừng tàu, từng là ga đường sắt thuộc tuyến đường sắt Saint Petersburg-Vitebsk của Đường sắt tháng Mười. Điểm dừng này nằm gần ngôi làng cùng tên ở tỉnh Pskov, Nga.
Tại khu vực nhà ga, vẫn còn tồn tại một khu phức hợp kinh tế gồm ba toà nhà xây bằng đá cuội, được xây dựng vào năm 1904. Công trình này thuộc về thương gia Zakhár Teréntyev, người đã làm giàu nhờ việc bán đất phục vụ cho việc xây dựng tuyến đường sắt.
Tên của ga được đặt theo con sông Nasva, nhưng dòng chảy tự nhiên của con sông này đã bị gián đoạn do các công trình cải tạo đất. Theo đó, sông Nasva đã bị chuyển hướng qua một con kênh và chảy vào lòng sông Smérdel.
Trước khi tuyến đường sắt được xây dựng, trên khu vực ngày nay thuộc khu dân cư Nasva, từng tồn tại các ngôi làng như Melékhovо, Petríshchevo và một số khu định cư khác.